# Інститут держави і права РАН
Інститут держави і права Російської Академії Наук — найбільший науковий юридичний центр Російської Федерації. Входить до складу Відділення суспільних наук РАН.

## Історія інституту
Інститут держави і права веде свою історію з 1925 року, коли за постановою Президії ВЦВК від 25.III 1925 при Комуністичній академії був створений Інститут радянського будівництва.
У 1936 році Інститут увійшов в систему АН СРСР, а в 1938 році був реорганізований в Інститут права АН СРСР.
У 1941–1943 роках перебував у евакуації в Ташкенті.
У 1960–1991 роках називався Інститутом держави і права АН СРСР.